# 嶺南道 (中華民國)
嶺南道，中华民国广东省已撤消的一个道，在今广东省北部。
存在于1912年3月16日到1927年7月13日，专员公署驻曲江，轄境等同清代南韶連道，道尹等級為簡缺，三等，轄曲江、南雄、始興、樂昌、仁化、乳源、英德、翁源、連縣、陽山、連山11縣。